# Шаратов, Абылайхан Бауыржанович
Абылайхан Бауыржанович Шаратов (род. 29 июня 1995, Бухар-Жырауский район, Карагандинская область, Казахстан) — казахстанский дзюдоист, серебряный призёр чемпионата Казахстана 2016 года.

## Биография
Родился 29 июня 1995 года в Бухар-Жырауском районе Казахстана. Окончил факультет физической культуры и спорта Карагандинского государственного университета им. Е. А. Букетова, а также факультет юриспруденции Карагандинского университета Казпотребсоюза.

## Спортивная карьера
Начал заниматься дзюдо в возрасте 9 лет. Первый тренер — Жанат Медеубаев. В составе национальной сборной Казахстана тренировался под руководством Сергея Капитоновича Ракова.
В 2016 году стал серебряным призёром чемпионата Казахстана в категории до 60 кг.
В 2017 году стал бронзовым призёром открытого Кубка Европы.
В 2019 году стал бронзовым призёром этапа мирового Гран-при в Ташкенте. 
В 2022 году дебютировал в смешанных единоборствах, одержав победу на турнире Naiza 46.